# Caterine Ibargüenová
Caterine Ibargüenová (* 12. února 1984 Apartadó) je kolumbijská atletka, dvojnásobná mistryně světa a olympijská vítězka v trojskoku.
Její osobní rekord je 15,31 m. Je také kolumbijskou rekordmankou ve skoku vysokém (193 cm) a ve skoku dalekém (673 cm). Má osobní rekord v sedmiboji 5742 bodů.

## Sportovní kariéra
Vyhrála mistrovství Jižní Ameriky v atletice ve výšce v letech 2005, 2006, 2007 a 2009 a v trojskoku 2009 a 2011. Je také držitelkou zlaté medaile z Panamerických her 2011 v trojskoku. Na mistrovství světa v atletice 2011 v Tegu skončila třetí, na londýnské olympiádě o rok později druhá a na mistrovství světa v atletice 2013 v Moskvě vyhrála díky nejlepšímu světovému výkonu roku 14,85 m ve druhém pokusu. Titul obhájila na světovém šampionátu v Pekingu v srpnu 2015 výkonem 14,90 metru. Na mistrovství světa v Londýně v roce 2017 skončila v soutěži trojskokanek druhá.